# 心の羽根
「心の羽根」（こころのはね）は、日本の女性アイドルユニット・チームドラゴン from AKB48（後述）の楽曲。楽曲は秋元康により作詞、横健介により作曲されている。2010年7月21日にユニットのシングルとしてコロムビアミュージックエンタテインメントから発売された。

## 背景とリリース
楽曲は、後述の「#チームドラゴン from AKB48」に経緯が記載されているとおり、フジテレビ系アニメ『ドラゴンボール改』のエンディング・テーマとして制作された。また、TBS『有吉AKB共和国』のエンディング・テーマに使用された。
楽曲のシングルCDは9種の初回限定盤と2種の通常盤の計11種がリリースされた。初回限定盤の9種は、ユニットのメンバー7人とユニット全体にそれぞれ対応した「前田敦子バージョン」「高橋みなみバージョン」「渡辺麻友バージョン」「大島優子バージョン」「板野友美バージョン」「小嶋陽菜バージョン」「柏木由紀バージョン」「チームドラゴンバージョン」の8種と、タイアップを組んでいるアニメをフィーチャーした「ドラゴンボール改バージョン」からなる。通常盤の2種は「チームドラゴンバージョン」と「ドラゴンボール改バージョン」からなる。9種の初回限定盤にはDVDが付属しており、その収録内容は「ドラゴンボール改バージョン」を除く8種がそれぞれ異なっており、「ドラゴンボール改バージョン」の収録内容は「チームドラゴンバージョン」と同一である。CDの収録曲は11種類すべて共通である。特典として、9種の初回限定盤および2種の通常盤の初回プレスにはスペシャル特典応募券が封入されている。このほか、初回限定盤の各メンバーのバージョン計7種にはそれぞれのメンバーのオリジナル・トレーディングカード、初回限定盤の「チームドラゴンバージョン」にはユニットのオリジナル・トレーディングカード、初回限定盤の「ドラゴンボール改バージョン」には『ドラゴンボール改』のオリジナル・ミラクルバトルカード全3種類がすべて封入されている。
CDのジャケットは、「ドラゴンボール改バージョン」の2種類を除いた9種類はユニットのメンバー7人が並んでいる写真となっており、9種類のうち初回限定盤の8種は共通のデザインだが通常盤の「チームドラゴンバージョン」のみ題字の位置が異なっている。「ドラゴンボール改バージョン」の2種は『ドラゴンボール改』をフィーチャーしたデザインで、初回限定盤と通常盤でデザインが異なっている（すなわちジャケットのデザインは合計4通りである）。
キャッチコピーは「自分を信じれば、空だって飛べるんだ」。
楽曲のミュージック・ビデオはマイケル・アリアスが監督を務めた。
ミュージック・ビデオは以下のような設定で撮られている。
| メンバー   | 役名   | 職業                             |
| ---------- | ------ | -------------------------------- |
| 小嶋陽菜   | HASANA | 情報管理局 新人                  |
| 大島優子   | YLAVA  | 真理省 秘書部                    |
| 高橋みなみ | MIU    | 真理省 秘書部                    |
| 板野友美   | TABYA  | キノプラズマ ジェネレーター 職員 |
| 前田敦子   | AKANA  | 情報管理局 新人                  |
| 柏木由紀   | YUHI   | 情報管理局 新人                  |
| 渡辺麻友   | MANDI  | キノプラズマ ジェネレーター 職員 |

## シングル収録トラック
CDの収録曲は11種類すべて共通。DVDは初回限定盤の9種のみに存在し、トラック3の特典映像がバージョンごとに異なる。
| #  | タイトル                        | 作詞   | 作曲         | 編曲           | 時間 |
| -- | ------------------------------- | ------ | ------------ | -------------- | ---- |
| 1. | 「心の羽根」                    | 秋元康 | 横健介       | 生田真心       | 4:26 |
| 2. | 「世界中の雨」                  | 秋元康 | すみだしんや | 野中“まさ”雄一 | 3:19 |
| 3. | 「心の羽根 (off vocal ver.)」   |        |              |                |      |
| 4. | 「世界中の雨 (off vocal ver.)」 |        |              |                |      |

| #  | タイトル                | 作詞 | 作曲・編曲 |
| -- | ----------------------- | ---- | ---------- |
| 1. | 「心の羽根 music clip」 |      |            |
| 2. | 「心の羽根 ライブ映像」 |      |            |
| 3. | 「特典映像」            |      |            |

## チームドラゴン from AKB48
チームドラゴン from AKB48（チームドラゴン フロム エーケービー フォーティエイト）は、秋元康完全プロデュースの女性アイドルグループ・AKB48から選抜された7人により結成されたアイドルユニットである。
フジテレビ系列のアニメ番組『ドラゴンボール改』の2010年5月放送分からのエンディング・テーマを歌う目的で結成された。
従来の派生ユニットとは異なり、事務所単位での選抜ではない。また発売レーベルはキングレコードではなく、『ドラゴンボール改』の音楽全般を手掛けているコロムビアミュージックエンタテインメント（現・日本コロムビア）となっている。

### メンバー
配列は年齢順による。
- 小嶋陽菜（こじま はるな、1988年4月19日 -  ）
- 大島優子（おおしま ゆうこ、1988年10月17日 - ）
- 高橋みなみ（たかはし みなみ、1991年4月8日 - ）-「ドラゴンボール改」第71話に出演
- 板野友美（いたの ともみ、1991年7月3日 - ）
- 前田敦子（まえだ あつこ、1991年7月10日 - ）
- 柏木由紀（かしわぎ ゆき、1991年7月15日 - ）
- 渡辺麻友（わたなべ まゆ、1994年3月26日 - ）

### 作品
| 枚 | リリース日    | 曲名     | 最高 週間 順位 | 販売形態 | レコードNo:  | 形態                                     |
| -- | ------------- | -------- | -------------- | -------- | ------------ | ---------------------------------------- |
| 1  | 2010年7月21日 | 心の羽根 | 1位            | CD+DVD   | COZA-447・8  | 初回限定盤（前田敦子バージョン）         |
| 1  | 2010年7月21日 | 心の羽根 | 1位            | CD+DVD   | COZA-449・50 | 初回限定盤（高橋みなみバージョン）       |
| 1  | 2010年7月21日 | 心の羽根 | 1位            | CD+DVD   | COZA-451・2  | 初回限定盤（渡辺麻友バージョン）         |
| 1  | 2010年7月21日 | 心の羽根 | 1位            | CD+DVD   | COZA-453・4  | 初回限定盤（大島優子バージョン）         |
| 1  | 2010年7月21日 | 心の羽根 | 1位            | CD+DVD   | COZA-455・6  | 初回限定盤（板野友美バージョン）         |
| 1  | 2010年7月21日 | 心の羽根 | 1位            | CD+DVD   | COZA-457・8  | 初回限定盤（小嶋陽菜バージョン）         |
| 1  | 2010年7月21日 | 心の羽根 | 1位            | CD+DVD   | COZA-459・60 | 初回限定盤（柏木由紀バージョン）         |
| 1  | 2010年7月21日 | 心の羽根 | 1位            | CD+DVD   | COZA-461・2  | 初回限定盤（チームドラゴンバージョン）   |
| 1  | 2010年7月21日 | 心の羽根 | 1位            | CD+DVD   | COZA-463・4  | 初回限定盤（ドラゴンボール改バージョン） |
| 1  | 2010年7月21日 | 心の羽根 | 1位            | CD       | COCA−16397   | 通常盤（チームドラゴンバージョン）       |
| 1  | 2010年7月21日 | 心の羽根 | 1位            | CD       | COCA−16398   | 通常盤（ドラゴンボール改バージョン）     |